# Емельяненко, Александр Вячеславович
Алекса́ндр Вячесла́вович Емелья́ненко (род. 3 августа 1975, гор. Бугульма) — российский учёный в области химической физики, доктор физико-математических наук, профессор РАН, руководитель лаборатории жидких кристаллов на физическом факультете МГУ.

## Биография
Родился в 1975 году в Бугульме. Окончил с отличием физический факультет (физфак) МГУ (1998), затем аспирантуру там же (2001).
Защитил диссертацию «Молекулярные модели полярных и хиральных жидких кристаллов» на степень кандидата физико-математических наук (2001). Защитил диссертацию «Молекулярно-статистическая теория смектических состояний» на степень доктора физико-математических наук (2009).
С 2001 года работает на физфаке МГУ. Избран профессором РАН по Отделению химии и наук о материалах (2016).

## Научная деятельность
Область научных интересов Емельяненко — физика и технические приложения жидких кристаллов.
Разработал (совместно с А. Р. Хохловым) молекулярную теорию переходов между смектической, нематической и изотропной фазами в жидких кристаллах [1]. Разработал (совместно с М. А. Осиповым) молекулярную теорию, описывающую иерархию промежуточных (ферриэлектрических) фаз в антисегнетоэлектрических смектиках [2]. Разработал молекулярную теорию полярных нематиков (жидкостей с гигантской диэлектрической проницаемостью) и теорию фракталов в сегнетоэлектрических нематиках [3]. На основе работ Емельяненко были созданы новые материалы для дисплеев без цветных фильтров [4], химических сенсоров [5] и прототипов биомиметических устройств [6].
[1] A. V. Emelyanenko, A. R. Khokhlov, Simple theory of transitions between smectic, nematic, and isotropic phases. J. Chem. Phys. 142, 204905 (2015). Abstract
[2] A. V. Emelyanenko, M. A. Osipov, Theoretical model for the discrete flexoelectric effect and a description for the sequence of intermediate smectic phases with increasing periodicity. Phys. Rev. E 68, 051703 (2003). Abstract
[3] A. V. Emelyanenko, V. Yu. Rudyak, S. A. Shvetsov, F. Araoka, H. Nishikawa, K. Ishikawa, Emergence of paraelectric, improper antiferroelectric, and proper ferroelectric nematic phases in a liquid crystal composed of polar molecules, Phys. Rev. E 105, 064701 (2022). Abstract
[4] Y. S. Zhang, C. Y. Liu, A. V. Emelyanenko, J. H. Liu, Synthesis of Predesigned Ferroelectric Liquid Crystals and Their Applications in Field-Sequential Color Displays. Adv. Funct. Mater., 1706994 (2018). Abstract
[5] S. A. Shvetsov, V. Yu. Rudyak, A. V. Emelyanenko, N. I. Boiko, Y.-S. Zhang, J.-H. Liu, A. R. Khokhlov, Photoinduced orientational structures of nematic liquid crystal droplets in contact with polyimide coated surface. J. Mol. Liq., 267, 222 (2018). Abstract
[6] C.-Y. Kuo, A. V. Emelyanenko, W.-C. Chen, C.-Y. Liu, Soft robotic actuators with asymmetrically engineered liquid crystal elastomers. J. Taiwan Inst. Chem. Eng. 164, 105671 (2024). Abstract
Всего является автором или соавтором 81 научной статьи (на весну 2025), 88 докладов на конференциях, 18 НИР. Индекс Хирша — 21 (Scopus).
Достижения возглавляемого Емельяненко коллектива в сфере жидкокристаллических дисплеев освещались не только в научных изданиях, но и в СМИ.

## Научные награды
- Премия Европейской академии по физике для молодых учёных (2007);
- Гранты Президента РФ для поддержки молодых учёных (2004–2005, 2006–2007, 2008–2009).

## Оргработа
Член Международного жидкокристаллического общества (англ. ILCS — International Liquid Crystal Society), член Российского жидкокристаллического общества «Содружество».
Член Международного редакционного совета журнала «Жидкие кристаллы и их практическое использование» (индексируется WoS, RSCI).
Член Программного комитета Первой Всероссийской конференции по жидким кристаллам (2012); заместитель председателя 14-й Европейской конференции по жидким кристаллам (2017).

## Литературная деятельность
Поэт. Староста литературной студии МГУ «Луч» с 2003 года (руководитель — профессор И. Л. Волгин).